# بانگوئی مافسانکو آ
بانگوئی مافسانکو آ (به لاتین: Bangoi-Mafousa Nkoa) یک منطقهٔ مسکونی در اتحاد قمر است که در گرند کومور واقع شده‌است. بانگوئی مافسانکو آ ۶۶۸ نفر جمعیت دارد.